# Seegefecht in der Straße von Otranto
Castellastua – Ancona – Pelagosa – Otranto-Sperre – Durazzo (1915) – Straße von Otranto – Angriff auf die Otranto-Sperre – Durazzo (1918) – Pola
Das Seegefecht in der Straße von Otranto vom 15. Mai 1917 war das größte Seegefecht während des Ersten Weltkriegs in der Adria. Es entwickelte sich aus einem nächtlichen Angriff dreier Rapidkreuzer der k.u.k. Kriegsmarine auf die die Netzsperren der Otranto-Sperre aufrechterhaltenden Drifter. Das von Linienschiffskapitän Miklós Horthy angeführte Unternehmen konnte aufgrund der Uneinigkeit der beteiligten alliierten Befehlshaber und glücklicher Umstände erfolgreich und ohne größere Verluste beendet werden, wogegen die Alliierten mehrere Schiffe verloren. Das Gefecht änderte an der strategischen Gesamtlage des Seekrieges in der Adria nur wenig.

## Vorgeschichte

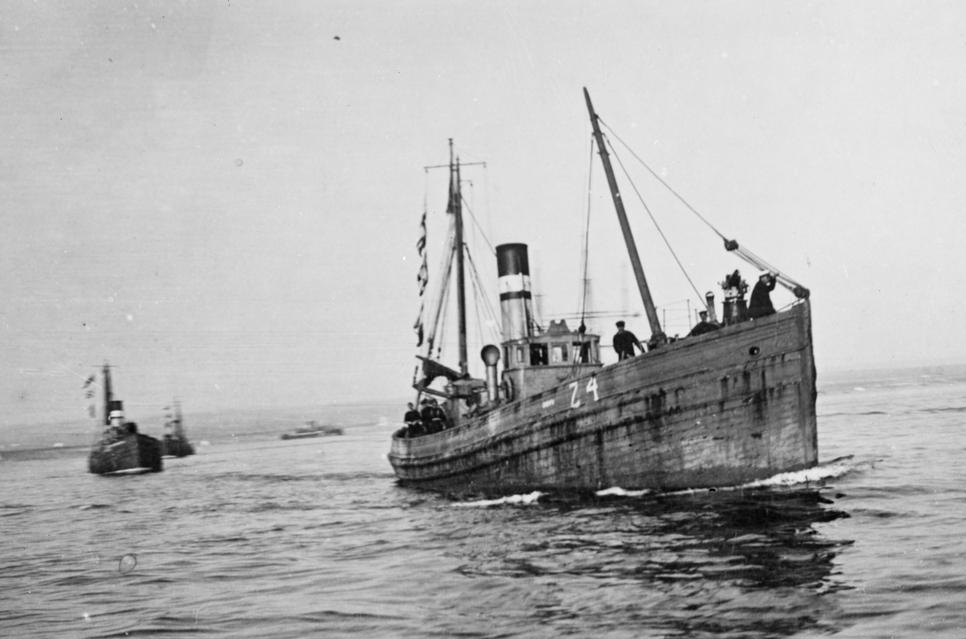
Britische „Drifter“ auf dem Weg zur Otranto-Sperre

Die Otranto-Sperre war nach dem Kriegseintritt Italiens im Mai 1915 hauptsächlich von britischen Schiffen zur Abwehr der Durchfahrt von U-Booten ins eigentliche Mittelmeer eingerichtet worden. Sie bestand aus durch Zerstörer patrouillierten Treibnetzen sowie später Minensperren und wurde anfangs von rund 60 britischen Driftern aufrechterhalten. Später steigerte sich die Zahl der Sperrschiffe auf über 100, von denen zu jeder Zeit mindestens 50 in See sein sollten. Die Straße von Otranto ist an der engsten Stelle etwa 70 Kilometer breit, so dass jeder Drifter mehr als einen Kilometer zu bewachen hatte. Die Effizienz der Sperre war gering; so ging während des gesamten Krieges lediglich ein U-Boot der Mittelmächte (das österreichische U 6) bekanntermaßen an der Sperre verloren, zwei weitere möglicherweise.
Die Sperre war dennoch störend genug, dass die in der Adria eingeschlossene k.u.k. Kriegsmarine von 1915 bis 1917 etwa 20 nächtliche Störaktionen und Raids auf sie unternahm. Der größte dieser Raids bis zum Mai 1917 war ein Angriff von sechs Zerstörern der Huszár-Klasse im Dezember 1916 gewesen, der allerdings ohne großen Erfolg geblieben war. Lediglich durch Zufall kollidierten bei der Verfolgung zwei französische Zerstörer mit einem italienischen.

## Planung
Der Plan zu einem neuerlichen Angriff scheint von Horthy ersonnen worden zu sein, dem Kommandanten des Leichten Kreuzers Novara, der bereits zuvor durch Wagemut und Unternehmungsgeist aufgefallen war. Zusammen mit den Schwesterschiffen Helgoland und Saida sollte sie einen Angriff auf die Sperrschiffe unternehmen und so viele wie möglich vor Sonnenaufgang zerstören, um dann den schnellen Rückmarsch nach Cattaro anzutreten. Die Schiffe sollten bei Anbruch der Dunkelheit auslaufen, sich dann trennen und unterschiedliche Sektionen der Sperre angreifen. Nach dem Ende des Angriffes sollten sich die drei Schiffe bis spätestens 7:15 Uhr 15 Seemeilen vor Kap Linguetta treffen und gemeinsam zurücklaufen. Ihr Erscheinungsbild wurde unter anderem durch Ersetzen des Mastes so geändert, dass sie großen britischen Zerstörern ähnelten.
Als Ablenkung sollten drei Zerstörer der Tátra-Klasse einen gleichzeitigen Angriff auf alliierte Schiffe an der albanischen Küste durchführen. Dies sollte die Alliierten über den Ort des Angriffs und die beteiligten Einheiten verwirren. Allerdings waren lediglich zwei Zerstörer, Csepel und Balaton, auch tatsächlich einsatzbereit. Ferner wurden drei U-Boote eingesetzt: die österreichischen Boote U 4 und U 27 sollten vor Valona bzw. Brindisi operieren, das deutsche UC 25 zusätzlich vor Brindisi Minen auslegen. Als Fernunterstützung würden der Panzerkreuzer Sankt Georg mit zwei Zerstörern und mehreren Torpedobooten bereitstehen. Ferner wurde das Linienschiff Budapest mit drei weiteren Torpedobooten für den Notfall bereitgehalten. Flugzeuge aus Durazzo und Kumbor würden Aufklärungseinsätze fliegen.

## Verlauf

### Angriff auf die Drifter
Der Angriff der drei Kreuzer auf die Sperrschiffe begann gegen 3:30 Uhr morgens am 15. Mai, nachdem die Schiffe erfolgreich einer italienisch-französischen Zerstörer-Patrouille ausgewichen waren. Der Plan, die Alliierten zu verwirren, ging voll auf. So wurde zunächst kein Alarm geschlagen. Zudem hatte die Zerstörergruppe aus Csepel und Balaton wenige Minuten zuvor einen von dem Zerstörer Borea
eskortierten italienischen Nachschubkonvoi angegriffen und den Zerstörer und ein Munitionsschiff versenkt sowie ein weiteres Schiff in Brand geschossen, das aufgegeben wurde.
Der Angriff dauerte bis nach Sonnenaufgang. Den mit je neun 10-cm-Kanonen bewaffneten Kreuzern hatten die mit einzelnen 4-Pfündern oder 57-mm-Geschützen bewaffneten Drifter nichts entgegenzusetzen. Bis zur Einstellung des Angriffs wurden 14 von 47 Driftern versenkt und vier weitere beschädigt, davon drei schwer. Die Österreicher warnten die Besatzungen der kleinen Schiffe mit Signalen, bevor sie aus kurzer Distanz das Feuer eröffneten, so dass die Seeleute sich noch in Sicherheit bringen konnten. Vereinzelt erwiderten die Drifter aber auch das Feuer, an einen Kapitän wurde daher nach dem Gefecht ein Viktoria-Kreuz verliehen. Über 70 Mann der Besatzungen wurden von den Österreichern als Kriegsgefangene aufgenommen.

### Alliierte Gegenmaßnahmen und Verfolgungsgefecht

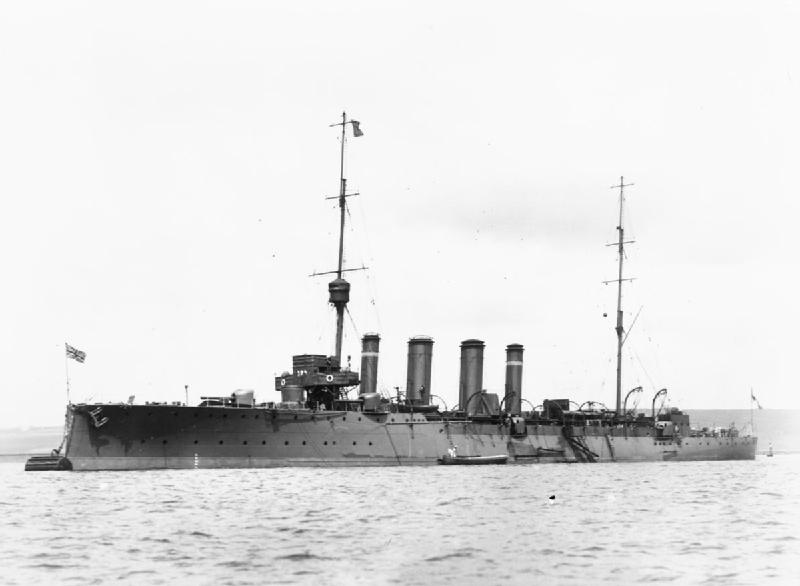
HMS Dartmouth, alliiertes Flaggschiff

Gegen 4:35 Uhr beorderte der inzwischen alarmierte italienische Konteradmiral Alfredo Acton, Befehlshaber der in Brindisi liegenden Aufklärungsdivision, die nördlich der Sperre fahrende Patrouille (der Flottillenführer Carlo Mirabello und vier französische Zerstörer) zur Sperre, um den Driftern zur Hilfe zu kommen und Kontakt zu den feindlichen Schiffen herzustellen. Acton selbst stach mit dem Leichten Kreuzer Dartmouth gegen 5:30 in See, gefolgt von der Bristol und dem italienischen Flottillenführer Aquila sowie den vier Zerstörern Mosto, Pilo, Schiaffino und Acerbi.

Später, gegen 8:30 Uhr, lief noch der italienische Aufklärungskreuzer Marsala mit dem Flottillenführer Carlo Racchia und den Zerstörern der Indomito-Klasse Insidioso, Indomito und Impavido aus.
Die Mirabello-Gruppe mit Commandant Rivière, Cimeterre und Bisson hatte die österreichischen Schiffe gegen 7 Uhr gestellt, wurde aber von deren Geschützen auf Distanz gehalten und verlegte sich auf das Beschatten des Verbandes. Die drei französischen Zerstörer hatten wegen Maschinenproblemen Mühe, den österreichischen Schiffen zu folgen.

Gegen 7:45 Uhr stellte die Dartmouth mit ihren Begleitschiffen die Csepel und Balaton, erkannte aber nicht sofort, dass es sich nur um Zerstörer handelte. Es entwickelte sich ein Verfolgungsgefecht bei hoher Geschwindigkeit, das durch einen Maschinentreffer auf dem Flottillenführer Aquila gegen 8:30 Uhr vorzeitig beendet wurde. Die österreichischen Zerstörer erreichten dadurch sicher den Schutz der Küstenbatterien von Durazzo. Die Kreuzer Horthys befanden sich allerdings immer noch südlich von der alliierten Hauptgruppe und wurden weiterhin von der Mirabello-Gruppe beschattet. Gegen 9 Uhr wurde auf der Bristol heckseits Rauch gemeldet und Acton befahl eine Kehrtwendung.
Es begann das Hauptgefecht, bei dem die britischen Kreuzer mit ihren 15-cm-Geschützen den Österreichern artilleristisch überlegen waren. Ein Nachteil für die Alliierten war, dass mehrere Schiffe abgestellt werden mussten, um die havarierte Aquila zu beschützen. Auch mussten die Mirabello und der französische Zerstörer Rivière zeitweilig mit Maschinenproblemen stoppen.  Die Bristol war außerdem zu langsam, um mit der Dartmouth Schritt zu halten, und ihre 4-inch-Geschütze hatten eine zu geringe Reichweite für das Gefecht. Zudem waren die österreichischen Marineflieger sehr aktiv und beschossen die alliierten Schiffe mit Maschinengewehren und Bomben.
Inzwischen war auch die Gruppe um den Kreuzer Marsala erschienen, ferner hatte Admiral Dominique Gauchet drei weitere französische Zerstörer von Korfu aus entsandt. Aus Valona, wo ein italienischer Flottillenführer mit mehreren Zerstörern lag, lief jedoch kein Schiff aus, da Acton keine Unterstützung anforderte. Die Österreicher hatten die Sankt Georg mit ihren Begleitschiffen zur Unterstützung Horthys ausgeschickt

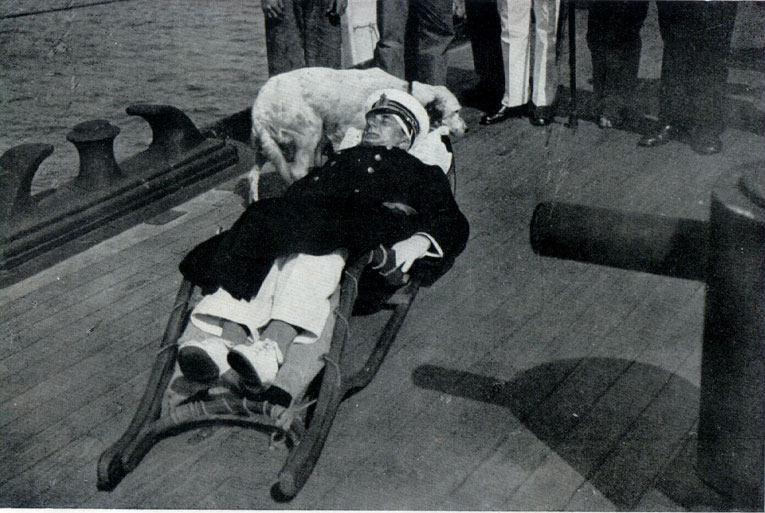
Horthy bewusstlos an Bord der Novara

Auch die österreichischen Kreuzer litten unter Maschinenproblemen. Die Saida lief nur maximal 25 Knoten und verlangsamte so ihre Schwesterschiffe. So konnte die Dartmouth lange in Reichweite bleiben. Nachdem eine 6-Zoll-Granate der Dartmouth einen Teil der Brückenbesatzung der Novara inklusive des Ersten Offiziers getötet hatte, legte Horthy einen Rauchschirm und verlangsamte das Tempo, um die Dartmouth unter seine Kanonen zu bekommen. Die Dartmouth wurde mehrfach getroffen, allerdings fiel Horthy selbst um etwa 10:10 Uhr seinem Manöver fast zum Opfer, als er von einem Granatsplitter getroffen wurde und für einige Zeit bewusstlos ausfiel. Gegen 11 Uhr verlangsamte Acton seinerseits das Tempo, um der Bristol Gelegenheit zum Aufschließen zu geben. Dies rettete wahrscheinlich die Novara, die nach Maschinentreffern Geschwindigkeit verlor und schließlich sogar ganz liegenbleiben musste. Als am Horizont die Rauchfahne der Sankt Georg erschien, wendete Acton, um sich mit der Marsala-Gruppe zu vereinigen, die noch zurücklag. Dies gab den Österreichern genug Zeit, um die Novara in Schlepp zu nehmen.
Als die Sankt Georg nähergekommen war, war es für Acton zu spät, die Novara zu versenken. Der Panzerkreuzer verfügte unter anderem über zwei 24-cm-Geschütze und konnte damit die leichteren alliierten Kreuzer erfolgreich abschrecken. Mehrere italienische Schiffe, darunter die Marsala, übersahen Actons erstes Rückzugssignal und versuchten noch Angriffe, aber gegen 12:05 Uhr ordnete Acton den endgültigen Rückzug an.
Die Österreicher vereinigten sich schließlich mit den Zerstörern Csepel und Balaton und traten mit der Novara im Schlepp den Rückmarsch nach Cattaro an. Unterwegs kam ihnen sogar noch die Budapest mit ihrer Eskorte entgegen, so dass sie praktisch nichts mehr zu fürchten hatten. Ihnen wurde in Cattaro ein triumphaler Empfang bereitet.
Auf dem Rückmarsch der Alliierten, die ebenfalls zwei Schiffe im Schlepp hatten, wurde die Dartmouth gegen 13:30 Uhr von UC 25 torpediert und konnte nur unter größten Mühen in den Hafen zurückgebracht werden, nachdem das U-Boot durch Wasserbomben verjagt worden war. Der französische Zerstörer Boutefeu, der Brindisi verließ, um den Kreuzer zu unterstützen, lief auf eine der von UC 25 zuvor ausgelegten Minen und sank.

## Ergebnis und Folgen

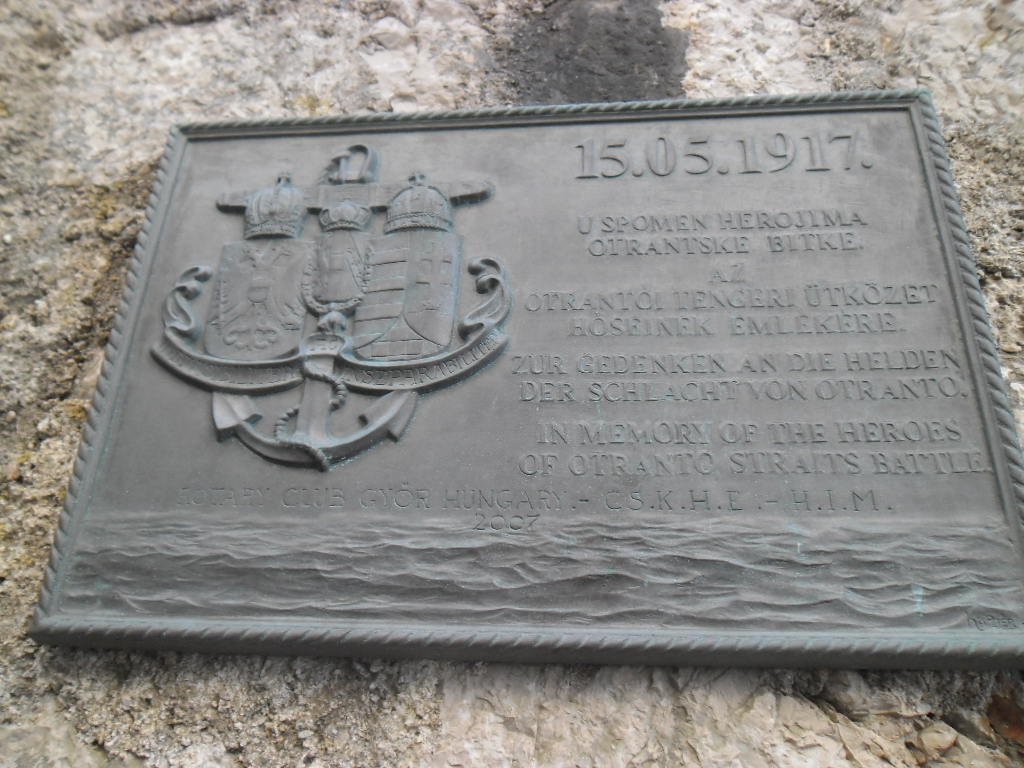
Gedenktafel in Prevlaka, Kroatien

Trotz der Schäden an den Rapidkreuzern konnten die Österreicher das Gefecht als Sieg verbuchen, da sie, vor allem durch den sinnvollen Einsatz ihrer U-Boote, den Alliierten deutlich höhere Verluste beigebracht hatten. Zudem hatten sie mit ihrem Ablenkungsangriff einen alliierten Munitionskonvoi gestellt und schwer dezimiert.
Die britische Marineführung entschied aufgrund des Angriffs, dass in Abwesenheit eines ausreichenden Zerstörerschutzes alle Drifter bei Nacht die Otranto-Sperre zu verlassen hatten. Zerstörer waren in der Adria für die Alliierten chronisch unzureichend vorhanden. Die Drifter konnten so nur etwa 12 Stunden pro Tag an der Sperre bleiben.
Strategisch hatte das Gefecht kaum Auswirkungen auf die Lage in der Adria. Die Otranto-Sperre war ohnehin fast wirkungslos, und U-Boote der Mittelmächte konnten sie vorher wie nachher meist mit Leichtigkeit durchfahren. Die Zahl der Drifter sank nur zeitweilig ab und wurde durch die Ankunft der US-Flotte in europäischen Gewässern wieder verstärkt. Die Hauptflotten mit ihren Großkampfschiffen blieben in dem Gefecht außen vor und neutralisierten sich weiterhin gegenseitig.